# بوسو رينكين
بوسو رينكين (باليابانية: 武装錬金) هيبورن: Busō Renkin، ترجمة «الأسلحة الكيماوية») هي سلسلة مانغا يابانية كتبها ورسمها نوبوهيرو واتسوكي. يتبع كازو كي موتو، الذي يصبح محاربًا كيميائيًا في المعركة ضد الوحوش الكيميائية المعروفة باسم homunculi. تصور والمانجا على أنها آخر مانجا شونين له، ثم حاول أن يفعل كل ما في وسعه بهذا النوع. تم نشره بشكل متسلسل في مجلة شونن جمب الأسبوعية للناشرشيشا من يونيو 2003 إلى أبريل 2005. وأعاد شيشا نشر الفصول الفردية في عشرة تانكوبون (مجلدات مجلدة). تم ترخيص المسلسل من قبل فايز ميديا لإصداره في أمريكا الشمالية.
تم تكييف المانجا في مسلسل تلفزيوني أنيمي، والذي أنتجه استوديو إكسيبيك وتم بثه على شبكة التلفزيون اليابانية تلفزيون طوكيو من 2006 إلى 2007. في ديسمبر 2007، تم الإعلان عن الأنمي لإصدار دي في دي أمريكا الشمالية بواسطة فايز ميديا. في عام 2009، ظهر المسلسل التلفزيوني الأمريكي لأول مرة على قناة فينيميشن، مع حقوق البث الأمريكية التي حصلت عليها فينيميشن من فايز ميديا. أنتجت السلسلة أيضًا قرصين مدمجين للدراما، وروايتين خفيفتين، ولعبة فيديو بلاى ستيشن 2، وأنواع عديدة من البضائع التي تحمل طابع بوسو رينكين.
في اليابان، باعت مانجا بوسورينكين أكثر من 3 ملايين مجلد وتم ترشيحها لجائزة سيون لأعمال الخيال العلمي. وقد لقيت استقبالاً متبايناً من منشورات المانجا والأنيمي. تلقى فن واتسوكي أكثر التعليقات إيجابية من المراجعين، بينما قسمت جوانب أخرى من المانجا، مثل الحركة والشخصيات، آراء النقاد. تلقى الأنمي، الذي وصفه النقاد بأنه سلسلة قتالية عامة من شونين، استقبالًا سلبيًا في الغالب.

## مكيدة
يتتبع سرد بوسورينكين قصة كازوكي موتو، الذي ينقذ توكيكو تسومورا ويُقتل على يد وحش كيميائي يُعرف باسم القزم. يشعر توكيكو، المحارب الكيميائي، بالمسؤولية ويعيد إحيائه من خلال استبدال قلبه المدمر بـ كاكوجاني (核 鉄). كاكوجاني هو جهاز كيميائي يأخذ، عند تنشيطه، شكل سلاح بناءً على شخصية مستخدمه، ويشكل بوسو رينكين - الشيء الوحيد الذي يمكنه تدمير الهومونكولس. يبتكر كازوكي بوسو رينكين الخاص به وينضم إلى توكيكو في القتال ضد القزم وسيدهم كوشاكو تشونو. قُتل تشونو، الذي أعاد تسمية نفسه بـ «بابيلون»، على يد كازوكي، ولكن أُعيد إحياؤه لاحقًا على يد جماعة إل إكس إي، وهي مجموعة أشباه البشر يقودها جد تشونو الأكبر باكوشاكو تشونو، والذي يطلق على نفسه الآن اسم الدكتور باترفلاي. في معارك مختلفة، دمر كازوكي وتوكيكو وكابتن برافو (قائد فريقهم) معظم أعضاء L.XE. بعد أن علم أن الدكتور باترفلاي يعتقد أنه ضعيف وعديم الفائدة، تمرد بابيلون ضد L.X.E. ويقتل الدكتور باترفلاي.
قبل وفاته، استنزف الدكتور باترفلاي طاقة الطلاب في مدرسة كازوكي لشفاء فيكتور وإحيائه، وهو كائن متفوق على البشر والناس. يواجه فيكتور كازوكي، لكن فيكتور غير مهتم بالقتال ويغادر. ومع ذلك، أثناء المعركة، تم الكشف عن كاكوجاني الخاص بـ كازوكي ليكون من نفس نوع المنتصر – كاكوجاني أسود تم إنشاؤه بواسطة جيش الخيميائي كنموذج أولي لحجر الفيلسوف. الكاكوجان الأسود يمتص قوى الحياة البشرية. لمنع حدوث ذلك، أمر الجيش الخيميائي بوفاة كازوكي. يحاول الكابتن برافو قتل كازوكي، لكن توكيكو وجده حياً. تم تكليف فريق لتأكيد وفاة كاكوزي، لكن كازوكي وتوكيكو وغوتا ناكامورا (الخيميائي المحارب والمحتفي السابق لـ توكيكو) يقاتلون في طريقهم عبر أعضاء فرقة إعادة الإبادة. في وقت لاحق، تم تأجيل وفاة كازوكي لأنه، كما يوضح زعيم الخيميائيين، فإن أولويتهم القصوى هي هزيمة فيكتور.
يجد كازوكي وتوكيكو كاكوجاني الأبيض، الذي يمكن أن ينفي تأثيرات كاكوجاني السوداء وتحرسه فيكتوريا ابنة فيكتور، التي هي نفسها القزم. خلال المعركة النهائية للجيش الخيميائي ضد فيكتور، يطبق كازوكي كاكوجاني الأبيض على فيكتور، لكنه يضعفه فقط. لحماية الجنس البشري من كلاهما، يدفع كازوكي بنفسه وفيكتور إلى القمر. في وقت لاحق، ينشئ بابيلون كاكوجان أبيض لشفاء كازوكي. ينقذ جيش الخيميائي كازوكي ويخلق كاكوجان أبيض آخر ويعيد إنسانية فيكتور. بعد لم شمله مع ابنته، يطلب فيكتور من الجيش الخيميائي تحويله إلى هومونكولوس ويخبرهم أنه وابنته سيقودان كل الهومانكي إلى القمر. يكرس الجيش الخيميائي نفسه للبحث عن طريقة لإعادة الهومانول إلى البشر، وإنهاء أنشطتهم الحربية. جميع المحاربين يتنازلون عن كاكوجاني. يعود كازوكي توكيكو إلى حياتهما اليومية معًا بينما يصبح بابيلون أسطورة حضرية في جميع أنحاء اليابان.

## إنتاج
بدأ نوبوهيرو واتسوكي كتابة بوسو رينكين معتقدًا أنها ستكون آخر مانجا شونين له؛ حاول أن يفعل «كل ما يريده» بهذا النوع. واجه مشاكل غير متوقعة في رسم مشاهد قتال المانجا وقال إنه «كافح مع العناصر الكوميدية». استمد واتسوكي مراجع من عدة مصادر في بوسو رينكين؛ من أعماله السابقة كينشين روروني وبندقية بليز ويست إلى الكوميديا الأمريكية ومن الأفلام إلى الرسوم المتحركة والمانجا الأخرى. على الرغم من التعامل مع الخيمياء، تجنب واتسوكي في البداية ذكر حجر الفيلسوف لأنه اعتقد أنه يمكن اتهامه بسرقة سلسلة أخرى. ولم يستطع إغفال ذكرها، لكنه قال إنها «معرفة عامة».  خلال نشر السلسلة، أصيب واتسوكي بأربعة نزلات برد شديدة. جعله البرد الرابع ضعيفًا لدرجة أنه لم يستطع إنهاء الفصل الذي كان من المقرر أن يرسله إلى ويكلي شينين جمب.

## مانجا
كتب نوبوهيرو واتسوكي فصول بوسو رينكين ورسمها وتم نشرها في سلسلة مجلة شنين الأسبوعية لـ القفز شيشا من 23 يونيو 2003 إلى 25 أبريل 2005.. تم ترتيب الفصول الـ 79 الأولى فقط في شونين جمب الأسبوعية؛ ونشر الفصل الأخير في مجلة أخرى من شيشا على دفعتين. نشر شيشا. الفصول الفردية في سلسلة من عشرة تانكوبون (مجلدات مجمعة)، والتي تم إصدارها بين 5 يناير 2004 و 4 أبريل 2006. في أمريكا الشمالية، أصدرت فيز ميديا مجلدات مانجا تانكبون العشرة بين 1 أغسطس 2006 و 5 فبراير 2008. في مارس 2012، أتاحت فيز أيضًا المانجا رقميًا من خلال تطبيق فيز مانجا لأجهزة آي باد وأجهزة آي أو إس الأخرى. ورُخصت المانجا في البرازيل من قبل المحرر JBC، وفرنسا بواسطة جلينات، في ألمانيا بواسطة توكيوبوب ألمانيا، في إيطاليا بواسطة بانيني كاريكاتير، وفي إسبانيا بواسطة بلانيتا ديليبروس.

## تكيف الأنمي
في اليابان، تم تحويل مانجا بوسو رينكين إلى مسلسل أنمي عُرض على تلفزيون طوكيو؛ كان من إخراج تاكاو كاتو، وتأليف أكاتسوكي ياماتويا، وإنتاج إكسيبيك تم بث بوسو رينكين على 26 حلقة بين 5 أكتوبر 2006 و 29 مارس 2007. تم إصدار الحلقات لاحقًا بواسطة جينون يونيفرسال إنترتينمنت في تسع مجموعات دي في دي بين 25 يناير 2007 و 21 سبتمبر، 2007. تم إصدار مجموعات مربعات أقراص دي في دي تحتوي على جميع الحلقات الست والعشرون في 26 نوفمبر 2009،  وفي 27 فبراير 2013. أصدرت جينون يونيفرسال إنترتينمنت  قرصًا مضغوطًا للموسيقى التصويرية ل الرسوم المتحركة لـ بوسو رينكين في 25 يناير 2007.
في 8 ديسمبر 2007، أعلنت شركة فايز ميديا عن إصدار الدبلجة الإنجليزية، والتي سيتم إصدارها في مجموعتين من أقراص دي في دي من ثلاثة عشر حلقة لكل منهما. تم إصدار المجموعة الأولى التي تحتوي على الحلقات من 1 إلى 13 في 29 أبريل 2008. المجموعة الثانية التي تحتوي على الحلقات من 14 إلى 26 تم إصدارها في 7 أكتوبر 2008. أطلقت فنيميشن إصدار بوسو رينكين في فنيميشن. القناة في 27 أبريل 2009، بمناسبة ظهور المسلسل التلفزيوني الأمريكي لأول مرة. في 20 ديسمبر 2009، تم تحميل الحلقات الثلاث الأولى من المسلسل رسميًا على بوابة هولو وايز ميديا تم تحميل حلقتين أسبوعياً بعد ذلك؛ تم تحميل الحلقة الأخيرة في 8 مارس 2010. بدءًا من 2 أكتوبر 2012، تم بث بوسو رينكين على زقاق النيون. أصدرت مانغا انترتينمنت المسلسل في المملكة المتحدة على مجموعتين من علب أقراص دي في دي بين 11 أغسطس 2008 و 6 أكتوبر 2008، وأعيد إصدارها لاحقًا في إصدار «سلسلة كاملة» في 8 يونيو 2009. أصدرت شركة مجنون الترفيه مجموعتين من أجهزة دي في دي دي في دي من المسلسل في منطقة بال بين 20 مايو 2009 و 19 أغسطس 2009. في أكتوبر 2017. أضافت توبي تي في بوسو رينكين إلى كتالوجها.

## الوسائط ذات الصلة
أصدر شيشا قرصين مدمجين للدراما لـ بوسو رينكين. تم إصدار القرص المضغوط الأول في 26 مايو 2005،  وتم إصدار القرص المضغوط الثاني في 6 أكتوبر 2006. كما أصدرت اثنين من «الأقراص المدمجة للخبراء»، والتي تتميز بالدراما الإذاعية، وموضوعات افتتاحية ونهائية وأغاني لم يتم إصدارها. تم إصدار القرص المضغوط الأول، قرص مضغوط خبير 1، في 28 مارس 2007. تم إصدار القرص المضغوط الثاني قرص مضغوط خبير2، في 8 يونيو 2007.
كتب كاورو كوروساكي روايتين خفيفتين، ورسمهما واتسوكي، ونشرهما شويشا تحت سطر جمب ج بوكس. الأول، بوسو رينكين سلاش زيتا (武装 錬 金 //)، تم نشره في 31 أكتوبر 2006، وتم إصدار بوسو رينكين سلاش زيتا (武装 錬 金 /)/) في 25 مايو 2007. تم نشر كتاب إرشادي بعنوان (بوسو رينكين ما لا نهاية_Buso Renkin Infinity) بواسطة شيشا في 2 مايو 2007.
لعبتا القتال نينتندو دي إس، جمب سوبر ستارز وجمب ألتيميت ستارز، ظهرت شخصيات من السلسلة مع كازوكي فقط كونها الشخصية الوحيدة التي يمكن اللعب بها. تم إصدار لعبة فيديو تم تطويرها ونشرها من قبل شركة (مارفلوس اينتيرنتمينت_ مارفيلوس إنترتنمنت) في 28 يونيو 2007، تحت عنوان بوسو رينكين - مرحبًا بك في بابيلون بارك (武装 錬 金 よ う こ そ パ パ ー ク ، بوسو رينكين يوكوسو بابيلون بارك.  في اليابان، تم بيع شخصيات الحركة، والقمصان، وسلسلة ألعاب بطاقات التداول، وسلاسل المفاتيح، والأشرطة، ومجموعة متنوعة من المنتجات الأخرى كبضائع لهذه السلسلة.

## استقبال

### استجابة الجمهور والجوائز
في اليابان، باع بوسو رينكين أكثر من ثلاثة ملايين مجلد. في أمريكا الشمالية، ظهر المجلد الأول في تصنيف الروايات المصورة الأكثر مبيعًا لـ نيلسين بوكس سكان، وكان المجلد الرابع من السلسلة هو السابع الأكثر مبيعًا من الكتاب الهزلي في مارس 2007، وفقًا ل الناشرين الأسبوعيين. في نفس العام، تم ترشيحه لجائزة سيون لأفضل عنوان كوميدي خيال علمي لهذا العام.

#### استجابة حرجة
كان رد فعل المانجا النقدي مختلطًا. توصل معظم النقاد إلى إجماع بشأن الجودة العالية لفنها، ووصفوه بأنه «هش» و «صلب» و «نظيف وحسن الصنع». قسمت جوانب أخرى من المسلسل آراء النقاد. أشاد مايكل أرونسون من جياة المانجا بتصميمات الأعداء،  بينما انتقدهم كارلو سانتوس من شبكة أخبار الأنمي، مضيفًا أن المسلسل «ليس ممتعًا كثيرًا للقراءة، وبالتأكيد ليس من الممتع النظر إليه». الكتابة في أنمي نشط، وجدت ساندرا سكولز نقاط اهتمام في قصة المسلسل، وأشادت بعملها. قال سانتوس إن الحركة «حصلت على كل الحماسة والإثارة لأكشن شينن»،  ووصف ليروي دورسو من كتاب صندوق الكتاب الهزلي المسلسل بأنه «مزيج من دراغون بول زد وناروتو، لكنه مليء بمزيد من الغرابة».
قال آرونسون إن رواية القصة والعمل يحتاجان إلى «الوضوح». وصف لي دراجون من شركة سيكونشل تارت بوسو رينكين بأنه «مشتق» و «مبتذل»، ووصف الشخصيات بأنها «قابلة للنسيان تمامًا». بالمقابل، كتبت باتي مارتينسون لنفس الموقع أنها «مميزة ومثيرة للاهتمام». أشارت مارتينسون إلى «تعقيد المؤامرة»، رغم أنها قالت إنه ليس من الصعب متابعتها. وأضافت أن هناك «الكثير من المواد القوية» التي يمكن تطويرها خلال المسلسل. أشادت هولي إلينجوود بالمجلد النهائي، مشيرة إلى أن واتسوكي قام «بعمل رائع في تغطية جميع الجبهات والشخصيات المختلفة، والتلاعب بهم بشكل فعال» وأنه ينتهي «بطريقة مذهلة».
قوبل الأنمي باستقبال نقدي سلبي في الغالب. قال الناقد في ANN زاك بيرتشي إن بوسو رينكين "ليس شيئًا مميزًا"، منتقدًا "عرض الحبكة الرديئة" وكليشيهاتها، لكنه أشاد بالطريقة التي "ينفذ بها الحدث". قال لوك كارول، الذي كتب لـ ANN، أن المسلسل عام وأنه أصبح  مقبولًا بدرجة أكبر ... خلال لحظاته الخفيفة". قال كارل كيملينجر من ANN أن الأنمي يتبع "صيغة القتال شونين". وأشاد بتوصيف توكيكو، قائلاً إنها إحدى السمات التي تميز المسلسل. كما أشاد كيملينجر بالطريقة التي "يتحسن بها بشكل كبير" بسبب تقلباته في الحبكة. كما وصفها آندي هانلي من شبكة الأنمي في المملكة المتحدة بأنها "عامة" في البداية، لكنه قال "لقد طعنت بشكل جيد إلى حد ما" في الشوط الثاني. أشاد كريس بيفريدج من مانيا بالتوازن بين الفكاهة و "الجانب الأخف"، وذكر أن بوسو رينكين "أخذ الكليشيهات ووضوح الأفكار وركض معها بطريقة جذابة وممتعة".